# Xadrez na pintura

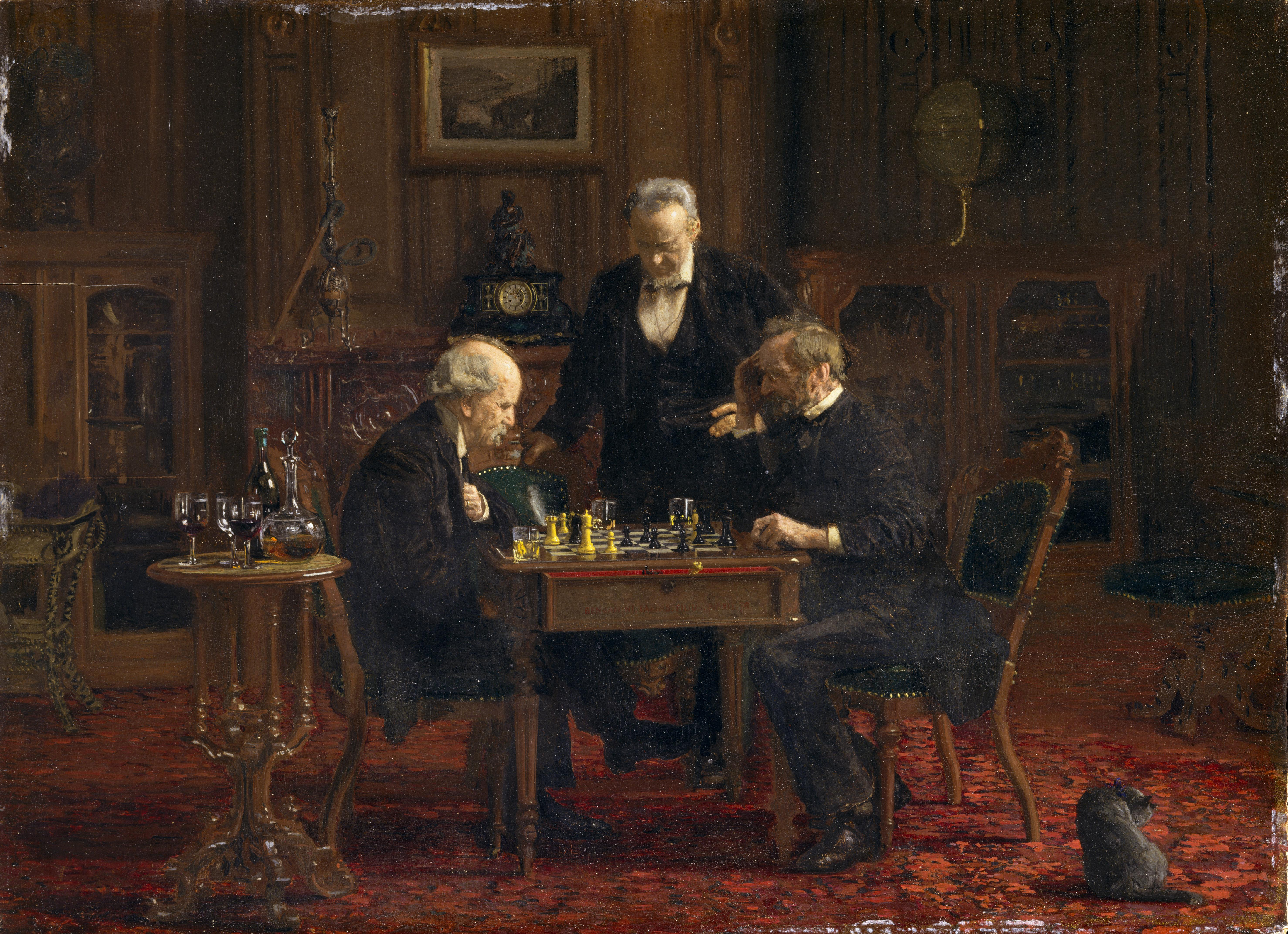
The Chess Players por Thomas Eakins (1911)

O xadrez tem sido retratado na arte da pintura desde o século IX, ainda no mundo árabe e posteriormente na Europa a partir do século XII, existindo uma grande quantidade de partidas reproduzidas. Uma coleção de obras de arte inglesa continha mais de 100 quadros em 1936, quando foi mencionada na revista oficial do Torneio de xadrez de Nottingham de 1936.
O museu nacional de Berlim possui três importantes obras: The Chess Player (1490) por um artista de Veneza. A pintura mostra dois nobres absorvidos numa partida com uma expressão de fascinação em seus rostos, sendo esta considerada uma obra-prima da arte italiana. A Game of Chess por Lucas van Leyden, um mestre da pintura holandesa, mostra uma partida do Xadrez Courier. A pintura mostra um casal jogando, com os espectadores orientando a Dama. Chess Players por Paris Bordone, um dos mais talentosos pupilos de Ticiano, tem dois nobres jogando xadrez.
Outra pintura conhecida, Sfida scacchistica alla corte del Re di Spagna (1883) de Luigi Mussini representa o famoso encontro do espanhol  Ruy López de Segura contra Giovanni Leonardo Di Bonna ( conhecido como Il Putinno) na corte do Rei Filipe II da Espanha, por volta de 1575. A obra Conradino e Frederico da Áustria jogando xadrez (1784) de Johann Heinrich Tischbein mostram o Conradino e Frederico da Áustria jogando xadrez no momento em que recebe a notícia de sua sentença de morte. Esta obra está em um museu na cidade de Gotha na Alemanha.
Outras obras de arte retratando o xadrez são:
- I Giocatori di Scacchi (The Chess Players) (c.1590) por Ludovico Carracci
- Arabes jouant aux échecs (Arabs Playing Chess) (1847) por Eugène Delacroix
- Les Joueurs d'échecs (The Chess Players) (1863) por Honoré Daumier
- The Chess Players (1876) por Thomas Eakins
- La famille du peintre (1911) por Henri Matisse
- Portrait de joueurs d'echecs (Portrait of Chess Players) (1911) por Marcel Duchamp
- Femme à côté d'un échiquier (1928) por Henri Matisse
- Super Chess (1937) by Paul Klee

## Galeria de imagens

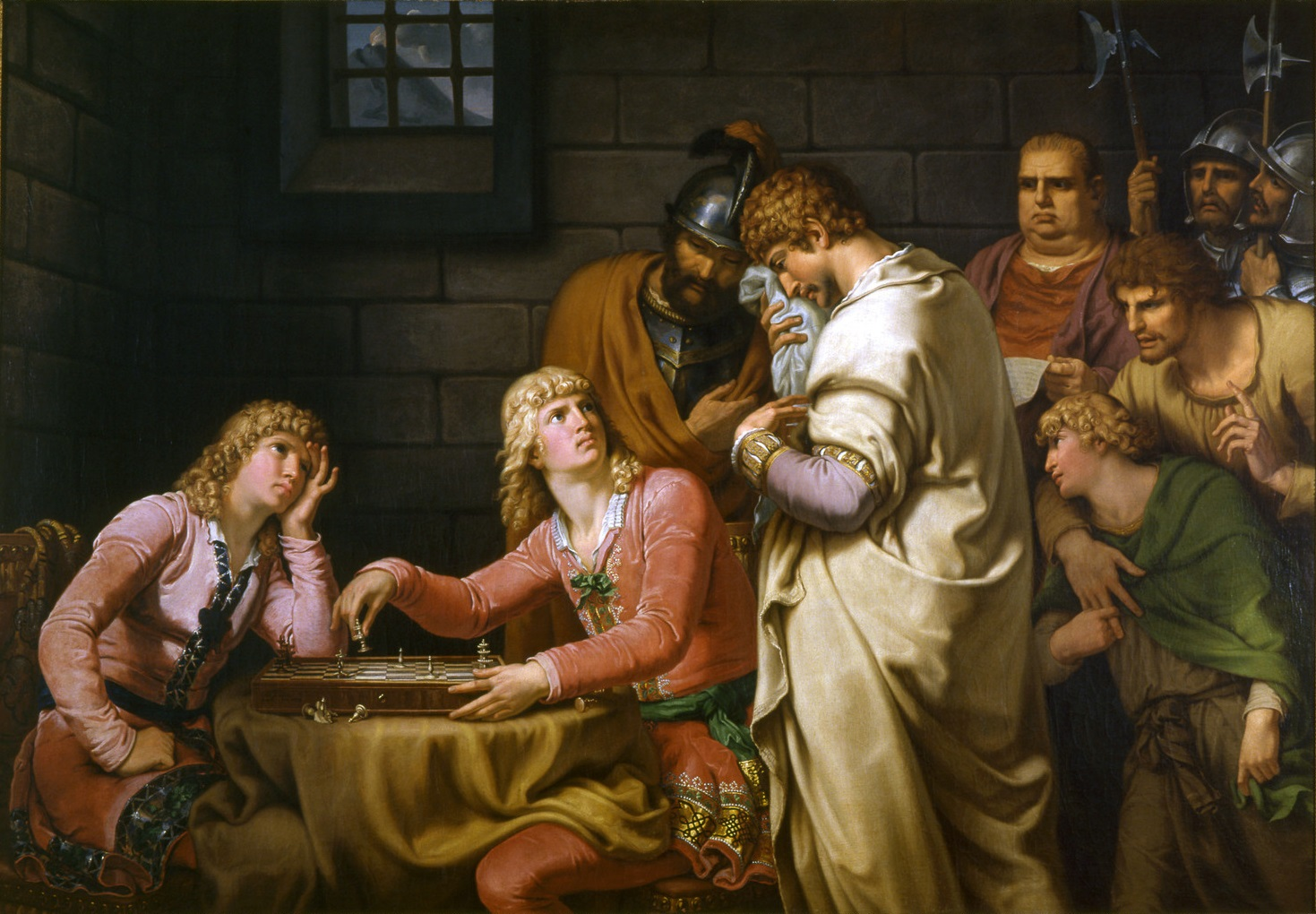
Conradino e Frederico da Áustria jogando xadrez (1784), por Johann H. W. Tischbein.
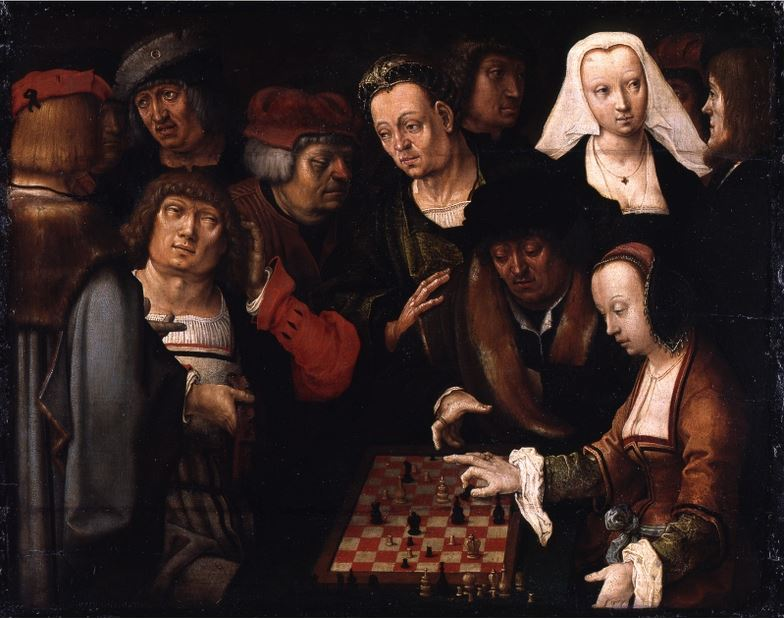
A Game of Chess (c. 1509), Óleo em madeira de Lucas van Leyden.
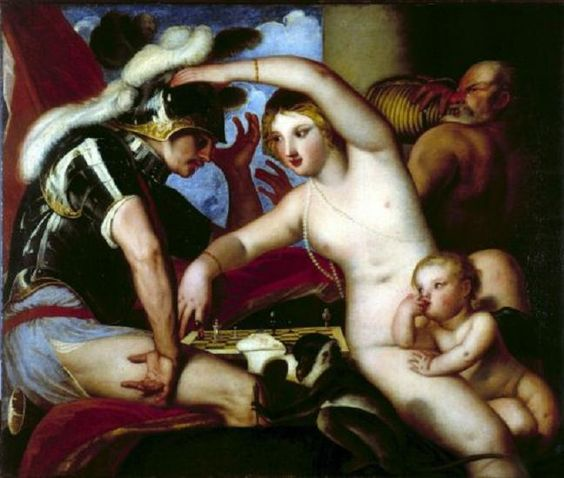
Marte e Vênus jogam xadrez (c.1640), por Alessandro Varotari.
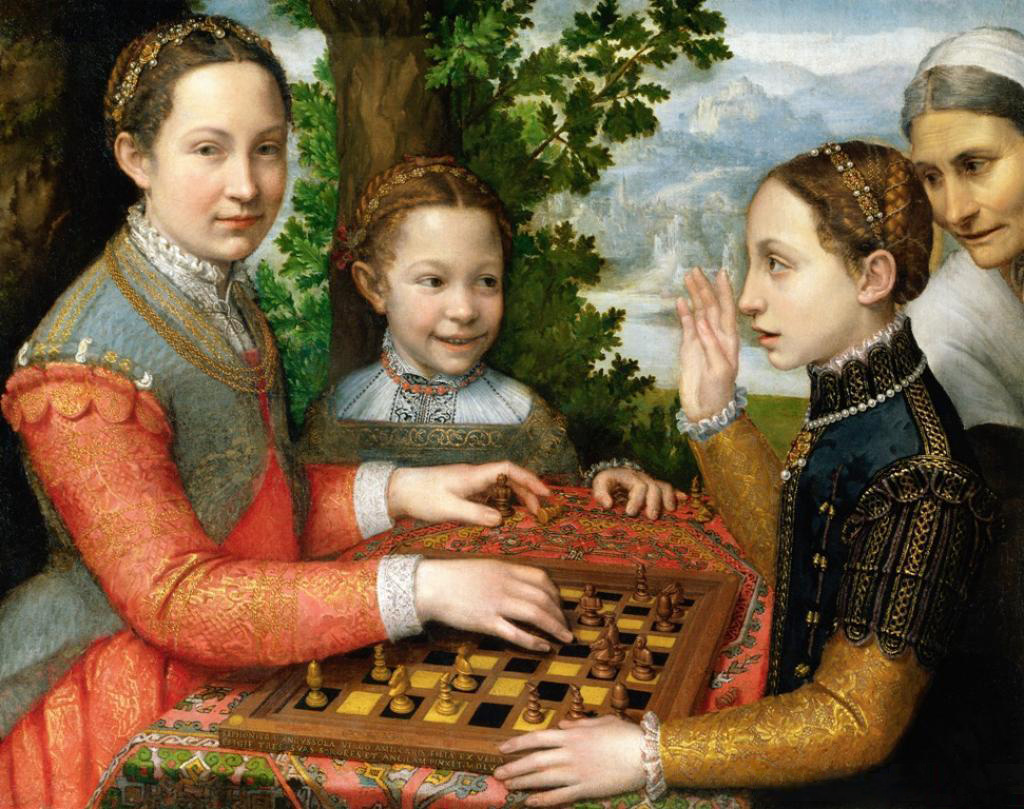
A partida de xadrez (1555), óleo em tela por Sofonisba Anguissola. Museu Navrodwe, Poznan.
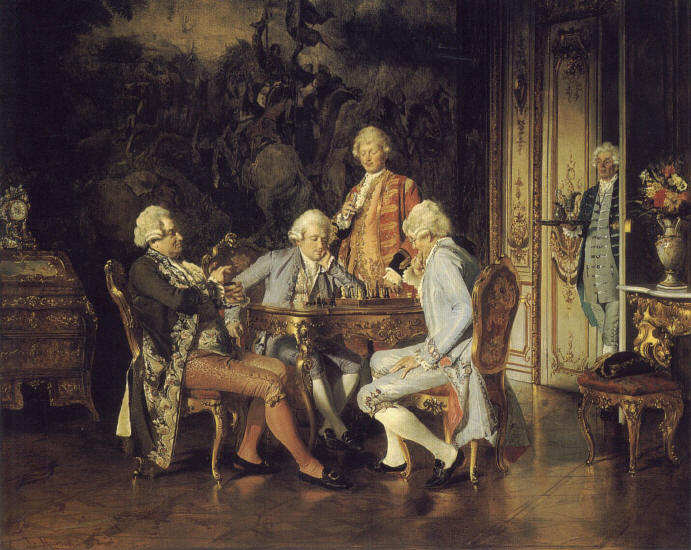
The Chess Players, 56 x 69cm, Óleo em tela por Johamm Hamza.
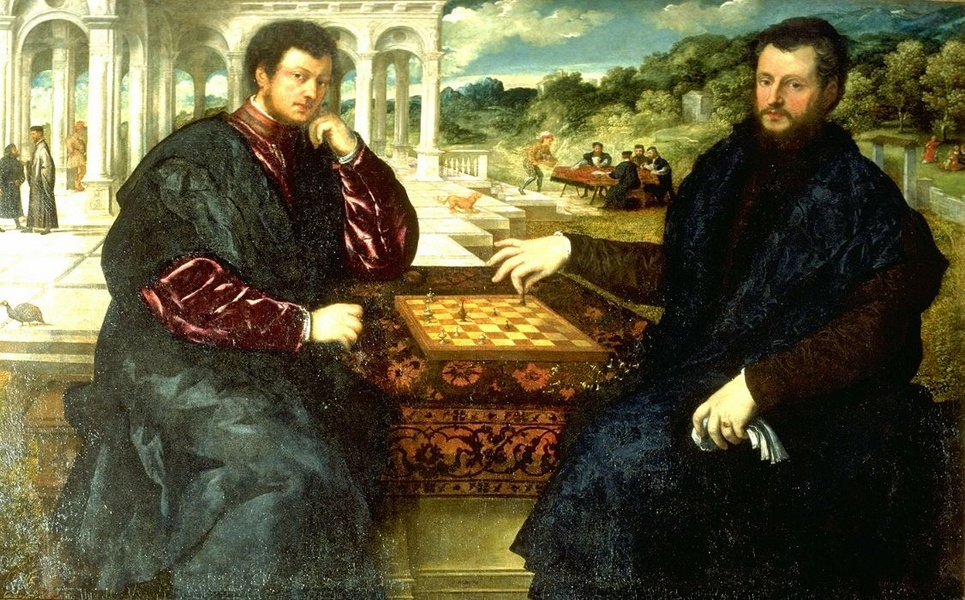
Jogadores de xadrez (c.1545), Óleo em tela por Paris Bordone.
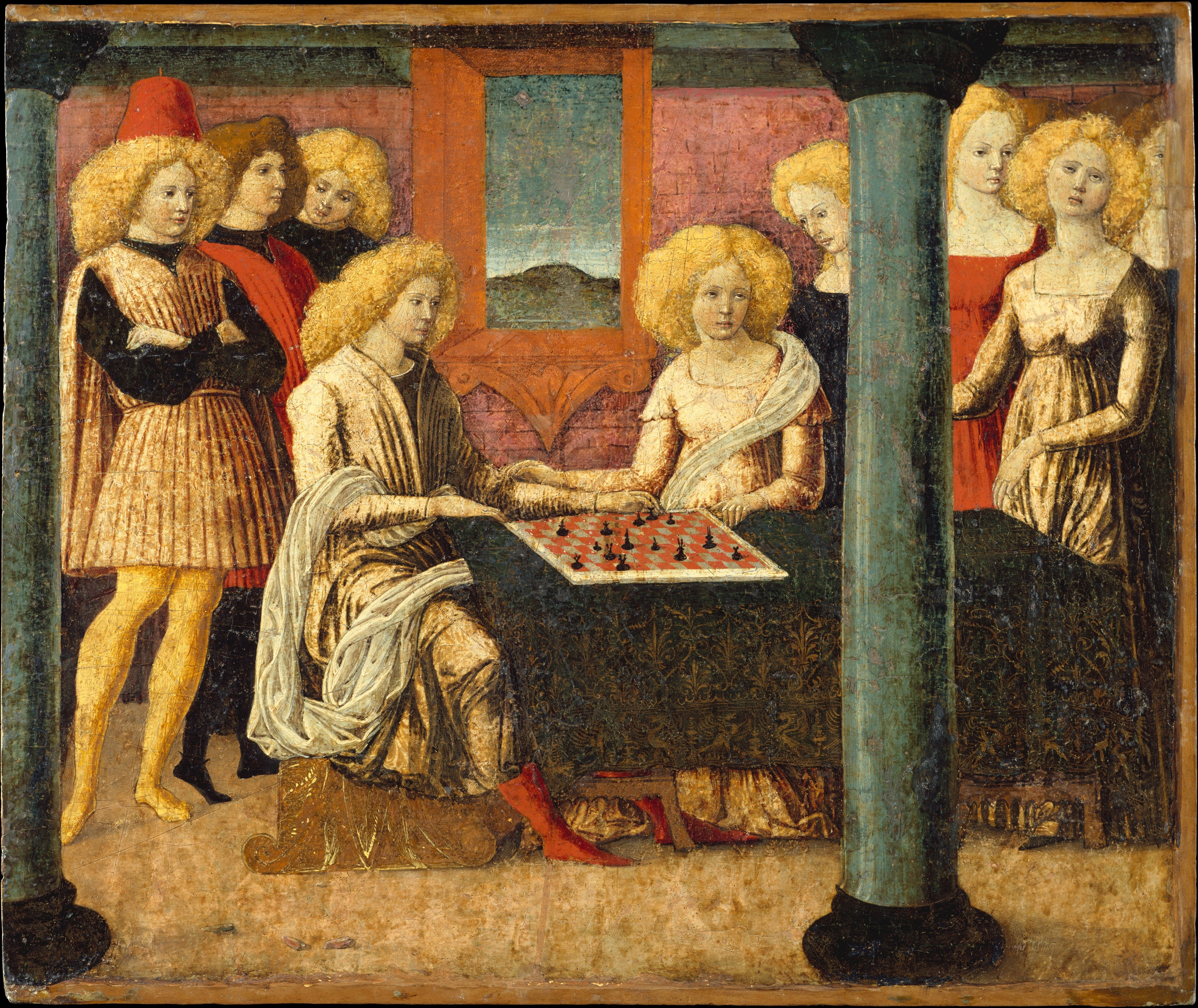
Jogadores de xadrez (c.1475), têmpera sobre madeira de Liberale da Verona
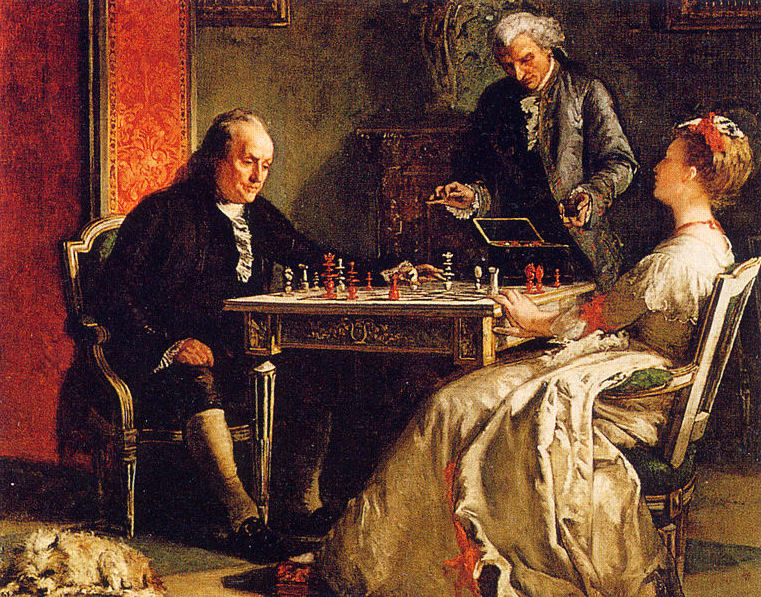
Lady Howe checkmating Benjamin Franklin (1867), óleo em tela por Edward Harrison May
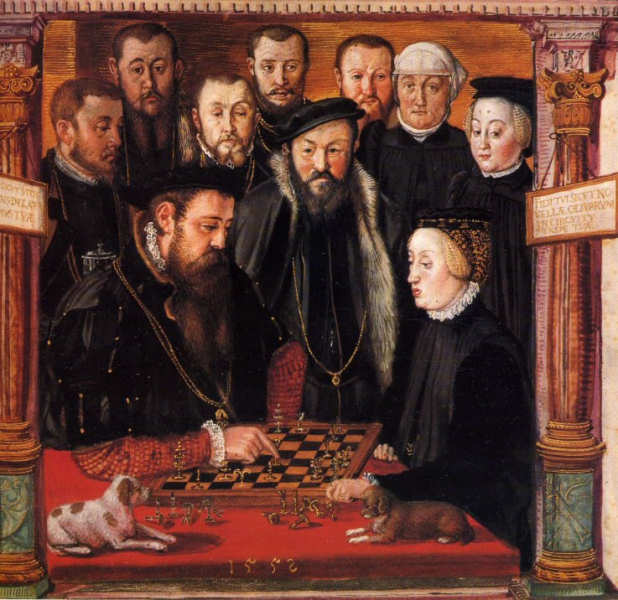
Alberto V da Baviera e sua esposa Ana da Áustria jogando xadrez (c.1555), por Hans Mielich